# Przemysław Piskorski
Przemysław Marek Piskorski (ur. 18 czerwca 1941 w Wilkołazie) – polski działacz partyjny i państwowy, inżynier rolnictwa, w latach 1979–1981 wicewojewoda włocławski.

## Życiorys
Syn Edwarda i Mieczysławy. W 1967 został absolwentem inżynierii rolnictwa w Wyższej Szkole Rolniczej w Olsztynie. W tym samym roku wstąpił do Polskiej Zjednoczonej Partii Robotniczej. Od 1967 do 1971 pracował jako kierownik wydziału w Państwowym Ośrodku Maszynowym w Brześciu Kujawskim, gdzie był I sekretarzem POP PZPR. W latach 70. był sekretarzem Komitetu Miejsko-Gminnego PZPR w Brześciu Kujawskim i zastępcą członka Komitetu Powiatowego we Włocławku. W 1973 był wiceprezesem Powiatowego Związku Kółek Rolniczych we Włocławku, następnie od 1973 do 1975 kierował Wydziałem Rolnictwa, Leśnictwa i Skupu w Urzędzie Powiatowym w tym mieście. W latach 1975–1979 zajmował analogiczne stanowisko we włocławskim Urzędzie Wojewódzkim, był także lektorem Komitetu Wojewódzkiego PZPR. Od 2 maja lub 15 maja 1979 do 10 grudnia 1981 pełnił funkcję wicewojewody włocławskiego. W okresie od 13 grudnia 1981 do 27 stycznia 1982 internowany w obozach odosobnienia w Głębokiem i Juracie.